# شورتاون (پنسیلوانیا)
شیورتاون (به انگلیسی: Shavertown) یک منطقهٔ مسکونی در ایالات متحده آمریکا است که در شهرستان لوزرن، پنسیلوانیا واقع شده‌است. شیورتاون ۳٫۲ کیلومتر مربع مساحت و ۲٬۰۱۹ نفر جمعیت دارد.